# Walter Auerbach
 (janvier 2018).
Si vous disposez d'ouvrages ou d'articles de référence ou si vous connaissez des sites web de qualité traitant du thème abordé ici, merci de compléter l'article en donnant les références utiles à sa vérifiabilité et en les liant à la section « Notes et références ».
Walter Auerbach, né le 22 juillet 1905 à Hambourg et mort le 23 mars 1975 à Bonn, est un social-démocrate et résistant antifasciste allemand.

## Biographie
Walter Auerbach a étudié les lettres allemandes, l'histoire et la sociologie à Hambourg, Fribourg et Cologne. En 1929 il a obtenu son doctorat avec une thèse titrée Presse et conscience de classe. Il a rejoint le Parti social-démocrate d'Allemagne dès 1926.
De 1930 à 1933, Auerbach a travaillé comme permanent syndical. Le 2 mai 1933 il a été jeté en prison par les Nazis. Il a cependant réussi à s'enfuir le 16 mai à Amsterdam, où il a travaillé comme rédacteur au service d'information Fascisme du secrétariat général de la Fédération internationale des ouvriers du transport.
En octobre 1939, il a émigré en Angleterre avec sa famille. 
D'octobre 1969 à avril 1972 il a été secrétaire d'État auprès du ministre fédéral du Travail.